# Lefty Frizzell
Lefty Frizzell (31 de marzo de 1928 - 19 de julio de 1975), cuyo nombre real era William Orville Frizzell, fue un conocido cantautor de música country de los años 50. Su popular estilo desenfadado influyó en músicos de la talla de Merle Haggard, Willie Nelson, Roy Orbison, George Jones y John Fogerty.

## Biografía
Frizzell nació en Corsicana –este de Texas– pero pronto se trasladó junto a su familia a El Dorado –sur de Arkansas–, donde los Frizzell permanecieron hasta comienzos de los años 40. Frizzell comenzó a tocar la guitarra desde que era un niño. A los 12 años inició unas actuaciones habituales en un programa para niños en la emisora de radio KELD - AM. La familia regresó a Texas cuando Frizzell era todavía un adolescente. Poco después su carrera musical se impulsaría significativamente tras ganar un concurso para jóvenes talentos en Dallas. Llamado Sonny por su familia, Frizzell recibió el apodo de Lefty, a los 14 años después de una pelea en la escuela, a pesar de que su compañía de discos sugirió con claros fines publicitarios que había ganado los Guantes de Oro en un campeonato de boxeo. 
A los 19 años tenía un programa de media hora en una pequeña emisora de radio tejana. El éxito le vino cuando el productor Don Law le escuchó cantando en directo en el "Ace of Clubs", en Big Spring, Texas. Frizzell firmó con la productora Columbia Records, e inmediatamente grabó un buen número de canciones que pasaron a formar parte de las listas de los diez más vendidos de la música country; muchos de ellos alcanzaron el número 1.
En 1950 Frizzell fue invitado para actuar en el Grand Ole Opry; el año siguiente apareció en el Louisiana Hayride en Shreveport, Luisiana, y después él junto a su colega "Cowboy" Ralph Spicer comenzaron una gira con el más importante músico country del siglo, Hank Williams. Los críticos de la época se referían a ellos como Los Reyes de los Honky Tonks.
Prolífico cantautor, Frizzell tenía cuatro canciones al mismo tiempo dentro del 'top ten' en 1951, algo que no volvería a repetirse hasta que los Beatles registraron cinco canciones en la lista de los más vendidos de música pop de 1964.
A comienzos de los años 70 Frizzell cambió de compañía discográfica y se trasladó a Bakersfield, California, donde grabó algunas memorables canciones de country y se convirtió en el primer cantante de country en actuar en el Hollywood Bowl. El alcoholismo, por esas fechas, era ya un problema: los cambios de humor y una rabia irracional eran las señas de identidad de Frizzell, edificado ya como una leyenda de la música country de todos los tiempos. En 1972 Frizzell fue incorporado al Salón de la Fama de Cantautores de Nashville.

## Discografía

### Sencillos número uno en las listas country
1. "If You've Got the Money (I've Got the Time)" (1950)
2. "I Love You a Thousand Ways" (1950)
3. "I Want to Be with You Always" (1951)
4. "Always Late (With Your Kisses)" (1951)
5. "Give Me More, More, More (Of Your Kisses)" (1952)
6. "Saginaw, Michigan" (1964)